# 드미트리 로스코프
드미트리 뱌체슬라보비치 로스코프(러시아어: Дмитрий Вячеславович Лоськов, 1974년 2월 12일, 쿠르간 ~ )는 은퇴한 러시아의 축구 선수이다.